# Survivor (canción de Destiny's Child)
«Survivor» es una canción de grupo de R&B contemporáneo estadounidense Destiny's Child. Fue escrita y compuesta por los miembros de la banda Beyoncé Knowles, Anthony Dent, y Mathew Knowles para el tercer álbum de estudio Survivor (2001). La canción ganó el premio a la Mejor Interpretación de R&B por un Dúo o Grupo Vocal en la 44.ª edición de los Premios Grammy, en 2002.
El video musical que lo acompaña ganó el MTV Video Music Awards 2001 al Mejor Video de R&B, mientras que la canción también ganó un Premio Soul Train Lady of Soul al Mejor Sencillo, Grupo, Banda o Dúo de R&B/Soul. En 2017, Billboard clasificó la canción en el número 40 de su lista «100 mejores canciones de grupos femeninos de todos los tiempos».

## Antecedentes
La letra aborda las dificultades que la banda experimentó en 2000 cuando los miembros originales LaTavia Roberson y LeToya Luckett se separaron de Knowles y Kelly Rowland, y fueron reemplazados por Michelle Williams y Farrah Franklin. De acuerdo con Knowles, el grupo se comparó con el programa de televisión Survivor, lo que la inspiró a «escribirnos fuera de toda esa negatividad».

## Vídeo musical
El video musical que acompaña a «Survivor» fue dirigido por Darren Grant y filmado en varios lugares del condado de Los Ángeles, California, del 27 al 29 de enero de 2001. El clip tiene el estilo de tres sobrevivientes que viven en una isla deshabitada. También muestra un breve preludio de cómo el trío naufragó. Después de su naufragio, descubren una isla donde se cambian de ropa y caminan hacia una cascada que conduce a un templo desierto donde se transforma en una pausa para bailar. Después de esto, un helicóptero comienza a zumbar y se dirige al lugar mientras salen corriendo de la isla para escapar.

## Rendimiento comercial
«Survivor» debutó en el puesto 43 en el Billboard Hot 100, y rápidamente llegó a su posición máxima en el número 2 . Encabezó la lista Hot Dance Club Songs y alcanzó el número 5 en la lista Hot R&B/Hip-Hop Songs. El sencillo se mantuvo en la cima de la lista Hot 100 Airplay durante cinco semanas consecutivas y alcanzó el número 3 en la lista Hot 100 Singles Sales.
En el Reino Unido, «Survivor», debutó en el número uno en las listas de sencillos y llegó a vender alrededor de 290.000 copias en 2001. También encabezó las listas en Irlanda y Países Bajos. Alcanzó el número 2 en Canadá, y el 3 en Nueva Zelanda, llegó al top 10 en Australia y Alemania, y alcanzó el número 12 en Francia.

## Controversia
Los exmiembros del grupo LeToya Luckett y LaTavia Roberson presentaron una demanda en contra de Knowles, Rowland, y la exgerente Mathew Knowles, según ellos, algunas de las letras de «Survivor», tales como «You thought I wouldn't sell without you/sold nine million», violó un acuerdo anterior que impedía a cualquiera de las partes insultar a la otra.

## Lista de canciones
| - Maxi sencillo Australia 1. «Survivor» (Álbum Versión) 2. «So Good» (Alma de Maurice Remix) 3. «So Good» (Digital Negro-N-Groove Mix) 4. «Independent Women Part I» (Joe Smooth 200 Prueba 2 Paso Mix) - Dance Mixes (Estados Unidos) 44K 79566 1. «Survivor» (Versión Remix extendido con Da Brat) 2. «Survivor» (Calderone Club Mix) [también conocido como «Victor Calderone Club Mix»] 3. «Survivor» (Calderone tambor Dub Mix) 4. «Survivor» (CB200 Mix himno del club) 5. «Survivor» (Alma Azza'z Remix) - CD sencillo Europa (COL 670749 1) 1. «Survivor» (Álbum Versión) 2. «Survivor» (Azza'z soul remix radio edit) | - Maxi sencillo Europa COL 670749 2 1. «Survivor» (Album Version) 2. «Survivor» (Alma Azza'z Remix Radio Edit) 3. «Survivor» (Digital Negro-N-Groove Mix) 4. «Survivor» (CB200 Mix himno del club) - CD1 Reino Unido COL 671173 2 1. «Survivor» (Álbum Versión) - 4:14 2. «Survivor» (Alma Azza'z Remix Radio Edit) - 3:56 3. «Survivor» (Victor Calderone Club Mix) - 9:26 - CD2 Reino Unido COL 671 173 5 1. «Survivor» (Jameson completa Vocal Remix) - 6:19 2. «Independent Women Part 1» (en vivo en los Brit Awards 2001) - 3:52 3. «So Good» (Alma de Maurice Remix) 1 - 07:35 4. Secuencias de Independent Women Part 1 en vivo en los británicos de 2001 |

Notas
- 1 Los remixes de «So Good» contienen la voz que acaba de grabar, a diferencia de la versión del álbum.

## Versiones oficiales
| - «Survivor» (A Cappella) - «Survivor» (Instrumental) - «Survivor» (Alma Azza'z Remix) - «Survivor» (Alma Azza'z Remix Radio Edit) - «Survivor» (CB2000 Club Mix Anthem) * aka (Josh Charlie principal Remix) - «Survivor» (Digital Negro-N-Groove Remix) * aka (Josh Remix duro principal) - «Survivor» (Josh duro Radio Remix) * - «Survivor» (Jameson completa Vocal Remix) | - «Survivor» (mezcla de Maurice Soul) * aka (Josh Alma principal Remix) - «Survivor» (Josh Alma Radio Remix) - «Survivor» (Remix Extended Version) (feat Da Brat) - Survivor (V-Quest Richard Visión de Remix) - «Survivor» (Victor Calderone Mix) - «Survivor» (Victor Calderone tambor Dub Mix) |

-*Estos remixes contienen nuevas voces dirigido por Michelle y Kelly y re-grabó la voz de Kelly en su verso y por Michelle en el puente, organizado por Josué Maurice.

## Posicionamiento en listas
| Lista (2001)                           | Mejor posición |
| -------------------------------------- | -------------- |
| Australia (ARIA)                       | 7              |
| Austria (Ö3 Austria Top 40)            | 10             |
| Bélgica (Flandes) (Ultratop 50)        | 5              |
| Bélgica (Valonia) (Ultratop 50)        | 6              |
| Dinamarca (Tracklisten)                | 4              |
| Estados Unidos (Billboard Hot 100)     | 2              |
| Estados Unidos (Hot R&B/Hip-Hop Songs) | 6              |
| Estados Unidos (Hot Dance Club Songs)  | 1              |
| Estados Unidos (Mainstream Top 40)     | 2              |
| Finlandia (OFC)                        | 4              |
| Francia (SNEP)                         | 12             |
| Irlanda (IRMA)                         | 1              |
| Italia (FIMI)                          | 6              |
| Nueva Zelanda (Recorded Music NZ)      | 2              |
| Noruega (VG-lista)                     | 1              |
| Países Bajos (Mega Single Top 100)     | 2              |
| Reino Unido (UK Singles Chart)         | 1              |
| Suecia (Sverigetopplistan)             | 3              |
| Suiza (Schweizer Hitparade)            | 5              |

## Créditos y personal
- Voces: Beyoncé Knowles, Kelly Rowland y  Michelle Williams (armoniza dos versos, un puente)
- Producción Vocal: Kelly Rowland y Mathew Knowles

## Otras versiones
- Una versión fue realizada porDancemania Speed 7 de Nancy And The Boys. Siendo lanzado en Japón a finales de 2001[28]
- Esta canción fue utilizada en el videojuego Elite Beat Agents.
- Zebrahead versionó esta canción para su álbum de 2009 Panty Raid.
- El grupo alemán de rock alternativo Die Happy grabó su versión de la canción para el álbum de 2010 Red Box.[29]
- The Chipettes versionó esta canción para Alvin and the Chipmunks 3: Chip-Wrecked Music from the Motion Picture y para Alvin y las ardillas 3.
- El elenco de Glee utilizó la canción en un mashup con «I Will Survive» de Gloria Gaynor en el episodio Hold on to Sixteen de la tercera temporada.